# Bell-lloc d’Urgell
Bell-lloc d’Urgell – gmina w Hiszpanii, w prowincji Lleida, w Katalonii, o powierzchni 35,07 km². W 2011 roku gmina liczyła 2420 mieszkańców.